# ایدرین بیدل
اِیدرین بیدل (انگلیسی: Adrian Biddle؛ ۲۰ ژوئیهٔ ۱۹۵۲ – ۷ دسامبر ۲۰۰۵) یک فیلم‌بردار اهل بریتانیا بود. وی بین سال‌های ۱۹۸۶ تا ۲۰۰۵ میلادی فعالیت می‌کرد.

## گزیدهٔ آثار
- وی مثل وندتا (۲۰۰۶)
- یک جن‌زده آمریکایی (۲۰۰۵)
- قوانین جذابیت (۲۰۰۴)
- نکته باریک (۲۰۰۴)
- شوالیه‌های شانگهای (۲۰۰۳)
- سلطنت آتش (۲۰۰۳)
- بازگشت مومیایی (۲۰۰۱)
- مومیایی (۱۹۹۹)
- دنیا کافی نیست (۱۹۹۹)
- مرد مقدس (۱۹۹۸)
- موجودات درنده (۱۹۹۷)
- افق رویداد (۱۹۹۷)
- پسر خونریز (۱۹۹۷)
- ۱۰۱ سگ خالدار (۱۹۹۶)
- ۱۴۹۲: فتح بهشت (۱۹۹۲)
- تلما و لوییز (۱۹۹۱)
- بید (۱۹۸۸)
- عروس شاهزاده (۱۹۸۷)
- بیگانه‌ها (۱۹۸۶)
- ۱۹۸۴ (۱۹۸۳)